# Chiesa di San Giorgio Martire (Limbiate)
La chiesa di San Giorgio Martire, o anche solo chiesa di San Giorgio, è la parrocchiale di Limbiate, in provincia di Monza e Brianza ed arcidiocesi di Milano; fa parte del decanato di Paderno Dugnano.

## Storia
La prima citazione della chiesa Sancti Giorgii de Lemiate risale al 1243; la parrocchia venne eretta nel 1564 e nel 1581 ricevette la visita dell'arcivescovo di Milano Carlo Borromeo.
Il luogo di culto fu rimaneggiato nel XVII secolo; dalla relazione della visita pastorale del 1762 dell'arcivescovo Giuseppe Pozzobonelli si apprende che la parrocchiale di San Giorgio Martire, che era sede delle confraternite del Santissimo Sacramento e del Santissimo Rosario, aveva come filiale l'oratorio dei Santi Giacomo e Filippo e che il numero dei fedeli era pari a 1108.
Tra il 1802 e il 1804 venne costruita la nuova chiesa neoclassica, disegnata da Pietro Gilardoni; alla fine di quel secolo essa era tuttavia insufficiente a soddisfare le esigenze dei fedeli e così l'arcivescovo Andrea Carlo Ferrari, durante la sua visita del 1900, propose l'edificazione di una parrocchiale di maggiori dimensioni.
La posa della prima pietra fu posta nel 1928, ma si decise di sospendere l'opera a causa dell'instabilità del terreno. Nel 1930 l'arcivescovo Alfredo Ildefonso Schuster individuò un'area maggiormente adatta e l'anno successivo iniziarono i lavori; la nuova parrocchiale, disegnata da Spirito Maria Chiappetta, venne completata nel 1935 e consacrata il 1º giugno di quell'altro.
Il campanile fu eretto tra il 1949 e il 1950 su progetto dell'ingegner Giovanni Maggi e il 2 maggio 1974, come stabilito da un decreto dell'arcivescovo Giovanni Colombo, la parrocchia passò dal decanato di Seveso a quello di Paderno Dugnano.

## Descrizione

### Esterno
La facciata a salienti della chiesa, rivolta a sudest, è suddivisa verticalmente da contrafforti in tre corpi, ognuno dei quali presenta un portale d'ingresso lunettato, un ampio finestrone e degli archetti pensili; centralmente vi è pure una fila di loggette.
In posizione retrostante rispetto alla parrocchiale s'erge la torre campanaria, la cui cella presenta su ogni lato una monofora ed è coronata dalla guglia piramidale.

### Interno
L'interno dell'edificio si compone di tre navate, separate da archi a sesto acuto e da colonne coronate da capitelli sopra i quali si impostano i costoloni che scandiscono le volte a crociera; al termine dell'aula si sviluppa il presbiterio, sopraelevato di tre gradini e chiuso dall'abside di forma poligonale.
Qui sono conservate diverse opere di pregio, tra le quali pala con soggetto San Giorgio Martire, eseguita da Maria Locatelli negli anni quaranta del Novecento, l'organo, costruito nel 1893, la settecentesca tela ritraente la Madonna col Bambino assieme ai santi Giovannino, Andrea e Antonio Abate, e la Via Crucis, realizzata da Alfredo Sassi.